# Disk (časopis)
Disk byl časopis pro studium scénické tvorby, který vycházel až čtyřikrát ročně v letech 2002–2012, a který připravoval Ústav dramatické a scénické tvorby DAMU pod vedením českého teoretika a dramatika, spoluzakladatele divadla Činoherní klub, prof. Jaroslava Vostrého. Odborné periodikum bylo určené publiku s hlubším zájmem o dramatické a scénické uměni. Proto nevěnoval pozornost pouze těm uměním, která se tradičně řadí do této oblasti, ale i sourodým aspektům dalších uměleckých disciplín, a to v kontextu všeobecné scénovanosti života a světa v mediálním věku.  

## Náplň
Časopis poskytoval platformu pro zveřejňování výsledků vlastní badatelské, kritické i autorské činnosti nejen studentů: vedle článků z oblasti teorie, historie a kritiky uveřejňoval i divadelní a rozhlasové hry, filmové scénáře a další autorské práce. Časopis se zabýval tématy jako např. Scéničnost a scénologie, Mezi invencí a technikou, Analýzy a interpretace, O současném divadle.